# Eugerres periche
Eugerres periche is een  straalvinnige vissensoort uit de familie van mojarra's (Gerreidae). De wetenschappelijke naam van de soort is voor het eerst geldig gepubliceerd in 1917 door Evermann & Radcliffe.
De soort staat op de Rode Lijst van de IUCN als Onzeker, beoordelingsjaar 2007.